# خط ۶ فینچ وست
خط ۶ فینچ وست (انگلیسی: Line 6 Finch West) یک خط قطار سبک شهری در حال ساخت در تورنتو، انتاریو، کانادا است که توسط کمیسیون حمل و نقل تورنتو اداره می‌شود. این خط ۱۱ کیلومتری (۶٫۸ مایلی) و ۱۸ ایستگاهی از ایستگاه فینچ وست در خط یک یانگ-یونیورسیتی تا محوطه شمالی کالج هامبر در اتوبیکو کشیده شده‌است.